# Associazione delle università europee
L'Associazione delle università europee (anche European University Association o EUA) è un'organizzazione fondata nel 2001 che rappresenta e supporta più di 850 istituti universitari in 47 stati, fornendo loro un forum di discussione per la cooperazione e lo scambio d'informazioni sull'educazione e sulle politiche di ricerca.
EUA è il risultato della fusione tra la "Association of European Universities" (CRE) e la "Confederation of European Union Rectors' Conferences", presso Salamanca compiuta il 31 marzo 2001.